# Кевін Гросскройц
Ке́він Гросскро́йц (нім. Kevin Großkreutz, нар. 19 липня 1988, Дортмунд) — німецький футболіст, нападник німецького клубу «Бевінгаузен».

## Клубна кар'єра
Народився 19 липня 1988 року в Дортмунді. Вихованець юнацьких команд «Кеммінґгаузена» та «Меркура 07», після чого потрапив до школи дортмундської «Боруссії», проте надовго в ній не затримався і у віці 14 років перейшов до структури клубу «Рот Вайс» (Ален).
У дорослому футболі дебютував 2006 року виступами за «Рот Вайс», в якій провів три сезони, взявши участь у 95 матчах чемпіонату. Більшість часу, проведеного у складі «Рот Вайс», був основним гравцем атакувальної ланки команди.
До складу клубу «Боруссія» (Дортмунд) приєднався в липні 2009 року і відразу став основним гравцем команди. У новому клубу двічі став чемпіоном Німеччини, а також одного разу виборов кубок країни. Встиг відіграти за дортмундський клуб 176 матчів у національному чемпіонаті.
2015 року перейшов до турецького «Галатасарая», проте так й не дебютувавши за цей клуб, 6 січня 2016 року уклав контракт зі «Штутгартом».
3 березня 2017 року «Штутгарт» розірвав контракт із відомим футболістом після бійки в нічному клубі. Після інциденту керівництво клубу зустрілося з Кевіном і сповістило його про своє рішення. 

## Виступи за збірні
2010 року залучався до складу молодіжної збірної Німеччини. На молодіжному рівні зіграв в одному офіційному матчі, забив 1 гол.
13 травня 2010 року дебютував в офіційних матчах у складі національної збірної Німеччини в товариській грі проти збірної Мальти, яка завершилася перемогою «бундестім» з рахунком 3-0. Наразі провів у формі головної команди країни 6 матчів.

## Титули і досягнення
- Чемпіон світу (1):

 Німеччина: 2014
- Чемпіон Німеччини (2):

«Боруссія» (Дортмунд): 2010–11, 2011–12
- Володар Кубка Німеччини (1):

«Боруссія» (Дортмунд): 2011-12
- Володар Суперкубка Німеччини (2):

«Боруссія» (Дортмунд): 2013, 2014